# Тем временем (фильм)
«Тем временем» (англ. Meantime) — телевизионный художественный фильм британского режиссёра Майка Ли, снятый по собственному сценарию в 1983 году для лондонского телеканала Channel 4. В этом фильме актёр Гэри Олдмэн сыграл свою первую большую роль. Лента получила приз читательского жюри журнала Zitty на Берлинском кинофестивале 1984 года, а также принимала участие в конкурсной программе Чикагского кинофестиваля.

## Сюжет
Семья из восточной части Лондона выживает в годы экономического спада начала 1980-х годов. Из всех членов семьи одна мать имеет работу, в то время как её муж и двое сыновей вынуждены получать пособие и скрывать своё униженное положение за маской агрессии и нигилизма. Прозябание их жизни подчёркивается контрастом благополучного быта сестры Мэвис, не так давно купившей с мужем дом в пригороде.
Марк, будучи точной копией своего отца, постоянно винит главу семейства в собственных трудностях. Тот, отстранившийся от решения каких-либо бытовых проблем, находит забвение в постоянных ссорах с женой. Заторможенный Колин влюблён в Хэйли — девушку из компании своего брата. Пользуясь близостью с непредсказуемым скинхедом Кокси, он имеет возможность изредка проводить досуг с предметом своего обожания, не имея ни малейшего шанса на какую-либо взаимность.

## В ролях
- Фил Дэниелс — Марк
- Тим Рот — Колин
- Пэм Феррис — Мэвис
- Альфред Молина — Джон
- Гэри Олдмэн — Кокси
- Джефф Роберт — Фрэнк
- Мэрион Бэйли — Барбара
- Тилли Восберг — Хэйли
- Пол Дэйли — Расти
- Лейла Бертран — подруга Хэйли
- Брайан Хоскин — бармен
- Питер Уайт — менеджер по недвижимости